# パット・ハンラハン

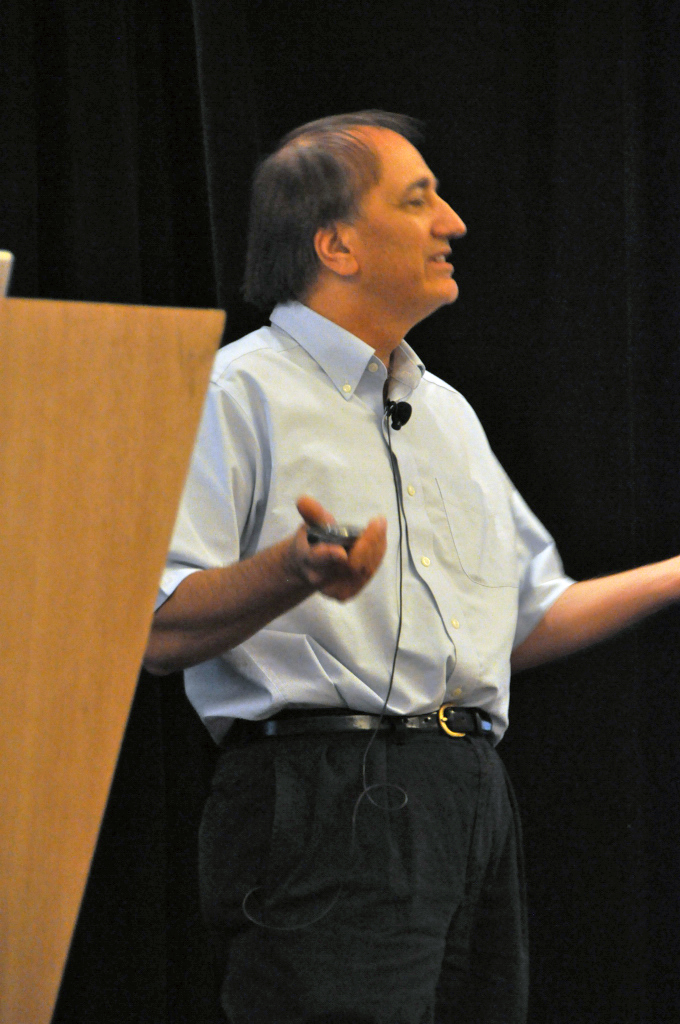
ハンラハン（2009年）

パトリック・M・"パット"・ハンラハン（Patrick M. "Pat" Hanrahan、1954年 - ）は、アメリカ合衆国のコンピュータグラフィックス研究者である。スタンフォード大学コンピュータグラフィックス研究所のキヤノンUSA計算機科学・電気工学教授である。レンダリングアルゴリズム、Graphics Processing Unit(GPU)、科学のイラストレーションや可視化を中心に研究を行っている。 2019年のチューリング賞など、数々の賞を受賞している。

## 若年期と教育
ハンラハンはウィスコンシン州グリーンベイで育った。ウィスコンシン大学マディソン校に通い、1977年に原子力工学の学士号を取得した後も、同学に在学した。1981年、同大学大学院に計算機科学のコースが新設されると、その講師を務めた。彼の最初の学生の一人に、美術系大学院生で現在は芸術家のドナ・コックスがいる。1980年代には、エドウィン・キャットマルの下でニューヨーク工科大学コンピュータグラフィックス研究所やデジタル・イクイップメント・コーポレーション(DEC)で働いた。その後、ウィスコンシン大学に戻り、1985年に生物物理学のPhDを取得した。

## キャリア
ピクサー・アニメーション・スタジオに1986年の設立当初から1989年まで在籍し、RenderManインターフェース仕様やRenderManシェーディング言語の設計に携わった。また、『マジック・エッグ』（1984年）、『ティン・トイ』（1988年）、『トイ・ストーリー』（1995年）などのピクサー作品の製作に関わった。
1989年にプリンストン大学の教授に就任し、1995年にスタンフォード大学に移った。2003年にタブロー・ソフトウェアを共同設立し、現在でもチーフサイエンティストを務めている。
2005年2月、スタンフォード大学は、国土安全保障省の初の地域可視化・分析センターに指定された。これは、情報の可視化とビジュアルアナリティクスの問題に焦点を当てたものである。
2011年、インテル研究所は、ハンラハンがインテルのジム・ハーレーと共同で率いるビジュアルコンピューティングセンターへの資金提供を発表した。

## 賞
ハンラハンは、レンダリングとコンピュータグラフィックスの研究での功績により、アカデミー賞を3回受賞している。1993年には、ハンラハンを含むピクサーの創業時からの従業員が、RenderManの開発に対してアカデミー科学技術賞を受賞した。2004年には、半透明材料の光の表面下散乱のシミュレーションの研究で、ステファン・R・マルシュナーおよびヘンリク・ヤンセンとともにアカデミー技術功績賞を受賞した。2014年には、物理ベースレンダリングの背後にある概念の形式化と参照実装で、マット・ファーおよびグレッグ・ハンフリーズとともにアカデミー技術功績賞を受賞した。
ハンラハンは、1993年のSIGGRAPHでコンピュータグラフィックス達成賞、2003年のSIGGRAPHで「レンダリングアルゴリズム、グラフィックスアーキテクチャとシステム、コンピュータグラフィックスのための新しい可視化方法におけるリーダーシップ」に対してスティーヴン・A・クーン賞を受賞した。2018年ACM SIGGRAPH Academy Inaugural Classに選出された。
IEEE VisualizationでIEEE Visualization and Graphics (VGTC)から2006年のCareer Award for Visualization Researchを受賞している。
1999年に全米技術アカデミーの会員、2007年にはアメリカ芸術科学アカデミーのフェロー、2008年にはACMのフェローに選出された。
コンピュータ生成画像に関する先駆的な取り組みに対して、エドウィン・キャットマルとともに2019年のチューリング賞を受賞した。